# Inforum (Irapuato)
El Inforum es un centro de convenciones ubicado en Irapuato, Guanajuato, México . Es la sede de la Feria de las Fresas que se lleva a cabo en el mes de marzo.

## Historia

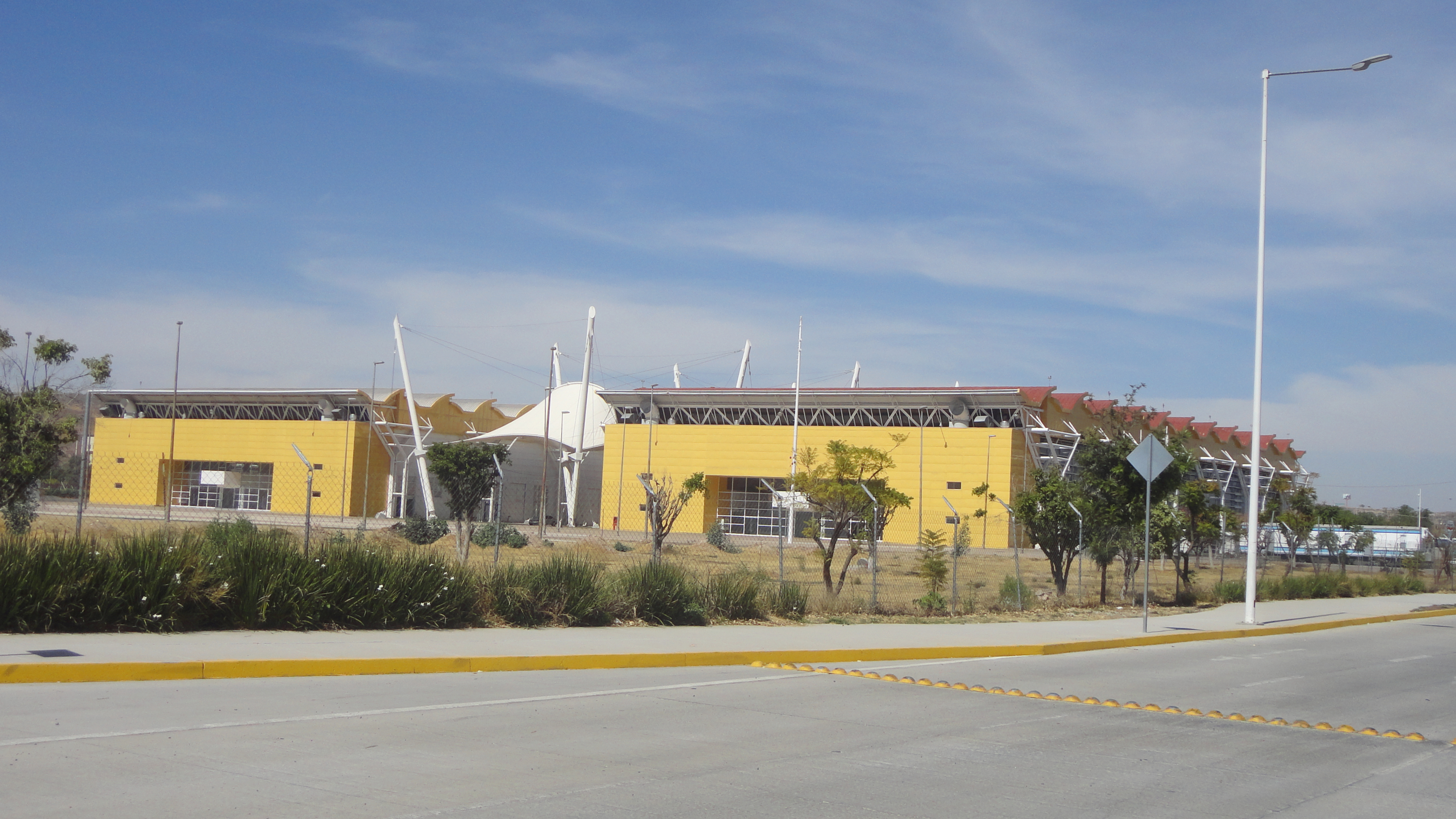
Inforum en febrero de 2021

El Inforum nace a principios de la década de los 2000, como parte de una serie de proyectos a futuro, se crea como un recinto ferial. Para 2003, Expofresas celebra su primera edición en el Inforum Irapuato, dejando atrás sus antiguas instalaciones ubicadas a un costado del Zoológico de Irapuato. Al principio contó con solo una nave de exposiciones y más tarde se construyó la segunda nave.
Fue construido a la par del CRIT Teletón (México) Guanajuato que se ubica a un costado del recinto.
Por más de una década el Inforum Irapuato permaneció en abandono, pues albergaba pocos eventos debido a la lejanía del recinto con el centro de la ciudad y la poca infraestructura que existía en dicha zona.
Para finales de la década del 2000, fue remodelado y se presentaron diversos proyectos que la mayoría no se concreto y otros quedaron inconclusos debido a la falta de recursos.
En la década del 2010, comienza una serie de cambios con el fin de albergar más eventos y generar más ingresos para el recinto, además con la creación del cuarto cinturón vial nuevas vialidades son construidas conectando con bulevares aledaños. En esa misma década, comenzaron a presentarse más eventos y conciertos.
El Inforum fue renovado, con obras finalizando en enero de 2023. Con una inversión de 150 millones de pesos, el recinto fue acondicionado para ser parte de una amplia iniciativa de desarrollo turístico e industrial, impulsada por el gobernador de Guanajuato, Diego Sinhue, quien asistió a la ceremonia de reinauguración.
Ese mismo año, fue anunciado como sede de los partidos de basquetbol de Freseros de Irapuato (baloncesto) en la Liga Nacional de Baloncesto Profesional de México tanto femenil como varonil, debutando el equipo femenil en el mes de mayo.

## Los pabellones
Los pabellones gemelos del Inforum tienen cada uno un área de exhibición de 45 565 pies cuadrados (4233,1 m²)  con una altura de 39,37 pies (12,0 m) y pueden albergar hasta 6,000 personas para conciertos, eventos deportivos, convenciones y ferias comerciales. Cada uno cuenta con un vestíbulo 3122,6 pies cuadrados (290,1 m²). Ambos pabellones están conectados por una plaza multifuncional al aire libre con 645,835 pies cuadrados (60,000 metros cuadrados) de espacio. El pabellón 1 contiene un entrepiso y es el pabellón más utilizado para eventos.

## Conciertos y Eventos
Varios artistas y bandas de diferentes géneros han actuado en el Inforum. Además de albergar congresos y exposiciones
Los conciertos y eventos se llevan a cabo en dos recintos dentro del Inforum:

### Palenque
El Palenque (también conocido como Centro de espectáculos) es un estadio cubierto que se utiliza para conciertos, eventos deportivos y otros eventos especiales. Fue construido como palenque con un escenario central que mide 71.78 metros cuadrados (772.5 pies cuadrados) Su capacidad es de hasta 6,000 personas. La arquitecta mexicana Tatiana Bilbao realizó un diseño para el Centro de Espectáculos en 2009, pero no se construyó.
Durante la feria de las fresas albergo peleas de gallos, mismas que se prohibieron a partir de 2023. Además de albergar conciertos musicales y funciones de lucha libre.

### Foro Abierto
El Foro Abierto es un anfiteatro de 3.000 asientos construido entre las remodelación a finales de la década de los 2000, aunque fue construido para conciertos y espectáculos escénicos, hasta la fecha permanece en abandono y sin utilizar.

### Explanada
La explanada del Inforum, también conocido como Plaza Multifuncional, mide aproximadamente 42,300 metros cuadrados y es utilizado para albergar diferentes eventos, durante la Feria de las Fresas son colocados juegos mecánicos, escenarios, comercios y restaurantes. En 2017 es trasladado el palo donde se realiza el Rito de los voladores, la cual se ubicaba en las antiguas instalaciones de la feria.

## Deportes
El Inforum es la sede de los Freseros de Irapuato, club que participa en la Liga Nacional de Baloncesto Profesional y en la Liga Nacional de Baloncesto Profesional Femenil. El lugar también ha sido escenario de peleas de box como la victoria por TKO de Isaac Cruz contra Ricardo Juan Sáenz en 2017. Además de competiciones nacionales e internacionales de Taekwondo y Voleibol